# 袖先赤いクットン
もしかして
- 赤い袖先

ではありませんか？